# Die Welt der zwei Monde
Die Welt der zwei Monde ist ein utopischer Roman des Engländers Edmund Cooper, der 1964 unter dem Titel Transit und auf Deutsch 1970 in der Übersetzung durch Susi-Maria Roediger im Wilhelm-Heyne-Verlag erschien.

## Handlung
Kleine braune außerirdische Zwitter eilen den Menschen wissenschaftlich eine Million Jahre voraus und haben das Altern überwunden, schwinden aber durch Unfälle trotzdem unwiederbringlich dahin. Sie wollen ihre Nachfolger als Herrscher im Randsektor des zweiten Linearquadranten der Milchstraße bestimmen. Dazu setzen sie auf zwanzig Inseln eines unbewohnten Planeten je zwei vierköpfige Gruppen der beiden in Frage kommenden Rassen aufeinander an. Eine besteht jeweils aus Menschen, die andere aus sehr menschenähnlichen Bewohnern eines Planeten bei Alpha Centauri. Den Versuchspersonen werden kleine Kristalle zugespielt, durch die sie in ihren Handlungen fernlenkbar werden und die betreffenden Zeitabschnitte später vergessen. Sie statten sich daraufhin selbst mit einer bestimmten Grundausrüstung aus und besteigen unauffällig ein Raumschiff, das sie nach der Versuchsstätte im System von Achernar trägt. Vier derartige Opfer sind der Lehrer Richard Avery, die Fernsehschauspielerin Barbara Miles, der Werbefachmann Thomas Sutton und die Sekretärin Mary Durward. Sie werden zunächst in geheimnisvollen Metallkabinen Intelligenztests unterzogen und miteinander bekanntgemacht und kommunizieren dabei über Fernschreiber mit den Entführern. Auf der einsamen für sie bestimmten Insel, siebzig Lichtjahre von der Erde, kämpfen sie gegen wilde Tiere und die ihnen rätselhaften anderen vier, die hochgewachsen und draufgängerisch sind und ihnen als eine Art goldener Supermänner erscheinen. Sie entdecken ihre Liebe zueinander, zeugen Kinder und lehnen zuletzt das Angebot ab, zur Erde zurückgebracht zu werden. Auf Barbaras Drängen zeigen sich die Entführer nach dem Ende des Experiments widerstrebend in behelfsmäßig sichtbarer Gestalt, in der sie zuerst eine Weile zwischen dem Wesen der vier und ihrer vier Gegenspieler von Alpha Centauri flirren. Nachdem die Menschen sich als psychologisch besser verwendbar herausgestellt haben als die Centaurier, verbleiben keine centaurischen, aber neun irdische Gruppen auf dem Versuchsplaneten. Ihre Peiniger und heimlichen Beobachter begründen ihre Wahl damit, dass die Menschen während des Versuches „Kraft aus der Gemeinschaft [geschöpft haben]“ und im Zuge dessen das einzig Notwendige, „Mitleid und [den] Wunsch nach schöpferischem Wirken“, besitzen.

## Rolle innerhalb von Coopers Œuvre
Gary K. Wolfe zählt Die Welt der zwei Monde zu einer Gruppe von Romanen Coopers, die in ihrer Aussagekraft geschwächt sind, weil der Autor in ihnen Motive der Science-Fiction – hier den Zusammenstoß von Menschen mit Vertretern einer rivalisierenden Kultur auf einem außerirdischen Schauplatz – aufgreift, die davor bereits in Werken anderer Schaffender intensiv gestaltet worden sind. Cooper schafft es hier allerdings, einen solchen schon bekannten Gegenstand in seiner eigenen Weise abzuwandeln. Der Charakter der vier Helden und das Wachsen ihrer wechselseitigen Verhältnisse werden einfühlsam geschildert. Die Welt der zwei Monde wird zu Coopers besten Romanen gezählt. Es gehört zu einer Reihe von Werken des Autors, in denen die Bewohner einer krisengeschüttelten Zukunftswelt „sich einen Sinn für die Ironien des Lebens bewahrt haben“.
Cooper hat den Namen Richard Averys, der Hauptperson des Romans, als Pseudonym verwendet, als er die vierbändige Space-Opera-Serie The Expendables schrieb.